# 탬벌레인 대왕

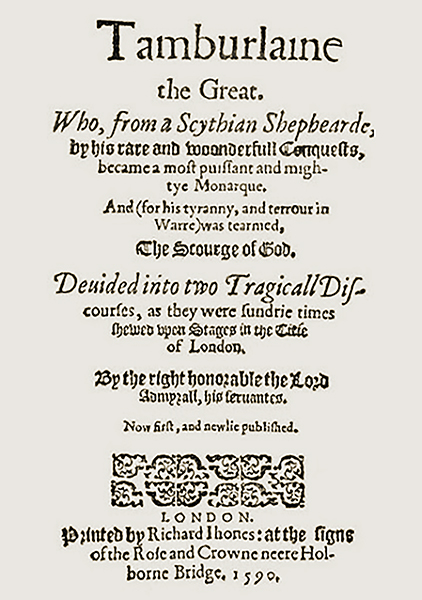
초판 표지

《탬벌레인 대왕》(Tamburlaine the Great)은 윌리엄 셰익스피어와 동시대를 살았지만 단명함으로써 셰익스피어만큼의 명성은 얻지 못한 영국 극작가 크리스토퍼 말로의 작품이다. 2개의 부분으로 나뉜 희곡으로, 몽골 제국의 번영을 이끈 탁월한 전략가이자 중앙아시아의 제왕인 티무르(탐벌레인)의 삶에 어느 정도 기반을 두고 있다. 양치기였던 탬벌레인이 특유의 리더십으로 대제국을 이룩해 가는 과정이 흥미진진하게 그려진다.

## 배경
영국 극작가 크리스토퍼 말로는 이십대에 의문에 싸인 죽음을 맞았다. 셰익스피어와 동시대에 활약하며 역작을 남겼지만 그만 한 명성을 얻지 못한 데는 단명한 이유가 컸다. 말로의 죽음을 두고는 정치 살인이라는 소문이 돌기도 했다.
＜탬벌레인 대왕＞은 말로의 대표작이다. 초연 성공으로 곧바로 속편이 제작되었을 정도로 작품의 인기는 대단했다. 편의상 전편을 1부로, 속편을 2부로 칭하지만 1부 결말은 속편의 등장을 예고하지 않는다. 2부의 탄생은 순전히 1부의 흥행에 힘입은 바였다.
몽골 제국의 번영을 이끈 탁월한 전략가이자 제왕인 티무르가 소재가 되었다. 비천한 양치기로 살다가 제왕의 지위에 오르게 되는 과정을 극화했다. 극 중 탬벌레인은 뛰어난 협상가였다가 전투에 임함에 망설임과 두려움이 없는 장수였다가 사랑하는 여인 앞에서는 순정을 보여 주는 연인으로 그려진다. 한편 제왕적 야망을 이루기 위해 한때의 동지마저 냉정하게 저버리는 악한의 모습도 가졌다. 비범하면서도 영웅적인 탬벌레인은 그러나 고대 비극의 전형에 따라 몰락하지 않고 대제국의 황제에 등극한다.
블록버스터급 스케일과 고도의 형식미를 갖춘 말로의 수작이다.